# Beliu
Beliu (en hongrois: Bél) est une commune du județ d'Arad, Roumanie qui compte 3 057 habitants.
La commune est composée de 6 villages : Beliu (chef-lieu), Benești, Bochia, Vasile Goldiș, Secaci și Tăgădău.

## Histoire
Le premier document qui rapporte l’existence de la localité date de 1322.

## Culture
Religion
- Orthodoxes (70,33 %)
- Pentecôtistes (4,08 %)
- Baptistes (6,47 %)
- Catholiques Romains (2,02 %)
- Adventistes du septième jour (5,33 %)
- Catholiques grecs (5,21 %)
- Autre religion (0,62 %)
- Inconnue (2,91 %)

Population
- Roumains (88,71 %)
- Roms (3,85 %)
- Ukrainiens (2,87 %)
- Magyars (1,6 %)
- Autre nation (0,18 %)
- Inconnue (2,74 %)

La population de la commune a diminué par rapport au recensement de 2002, on y comptait alors près de 3 320 habitants

## Économie
L'économie de la commune Beliu est basée sur l'agriculture individuelle. Les secteurs secondaires et tertiaires se sont développés récemment.

## Tourisme
- Église en bois de Secaci, construite en 1725
- Musée de l’ethnographie et du folklore Emil Lăzureanu à Beliu.